# 이근화
이근화(李謹華, 1976년~)는 대한민국의 시인이다.'정지용 시 연구'로 석사 학위를, '1930년대 시에 나타난 식민지 조선어의 위상'으로 박사 학위를 받았으며, 현재 고려대학교 한국학연구소 연구교수로 재직 중이다.

## 주요 작품
- 《칸트의 동물원》(2006년)
- 《우리들의 진화》(2009년)
- 《차가운 잠》(2012년)

## 수상 내역
- 2009년: 윤동주문학상 젊은작가상
- 2010년: 제17회 김준성문학상
- 2011년: 시와세계 작품상
- 2013년: 제58회 현대문학상
- 2018년: 제11회 오장환문학상